# Villodrigo
Villodrigo is een gemeente in de Spaanse provincie Palencia in de regio Castilië en León met een oppervlakte van 9,03 km². Villodrigo telt 118 inwoners (1 januari 2016).

## Demografische ontwikkeling
Bron: INE, 1857-2011: volkstellingen